# ヴァッランツェンゴ
ヴァッランツェンゴ（伊: Vallanzengo）は、イタリア共和国ピエモンテ州ビエッラ県にある、人口約200人の基礎自治体（コムーネ）。

## 地理

### 位置・広がり
| 隣接するコムーネは以下の通り。 - ビオーリオ - カッラビアーナ - カマンドーナ - ピアット - クアレーニャ・チェッレート (クアレーニャ) - ヴァルデォラーナ (モッソ、トリヴェーロ) - ヴァッレ・モッソ - ヴァッレ・サン・ニコラーオ |